# Polyrhachis malaensis
Polyrhachis malaensis är en myrart som beskrevs av Mann 1919. Polyrhachis malaensis ingår i släktet Polyrhachis och familjen myror. Inga underarter finns listade i Catalogue of Life.